# Pseudohypertrophie
Als Pseudohypertrophie wird in der Medizin eine Organvergrößerung durch Vermehrung des interstitiellen Bindegewebes verstanden. Als interstitiell wird das Bindegewebe bezeichnet, das innerhalb der Organe zwischen den Parenchymzellen, also den organspezifischen Zellen, liegt. Die Pseudohypertrophie wird von der Hypertrophie abgegrenzt, bei der es zu einer Organvergrößerung durch Vergrößerung der Parenchymzellen kommt. 

## Muskelpseudohypertrophie

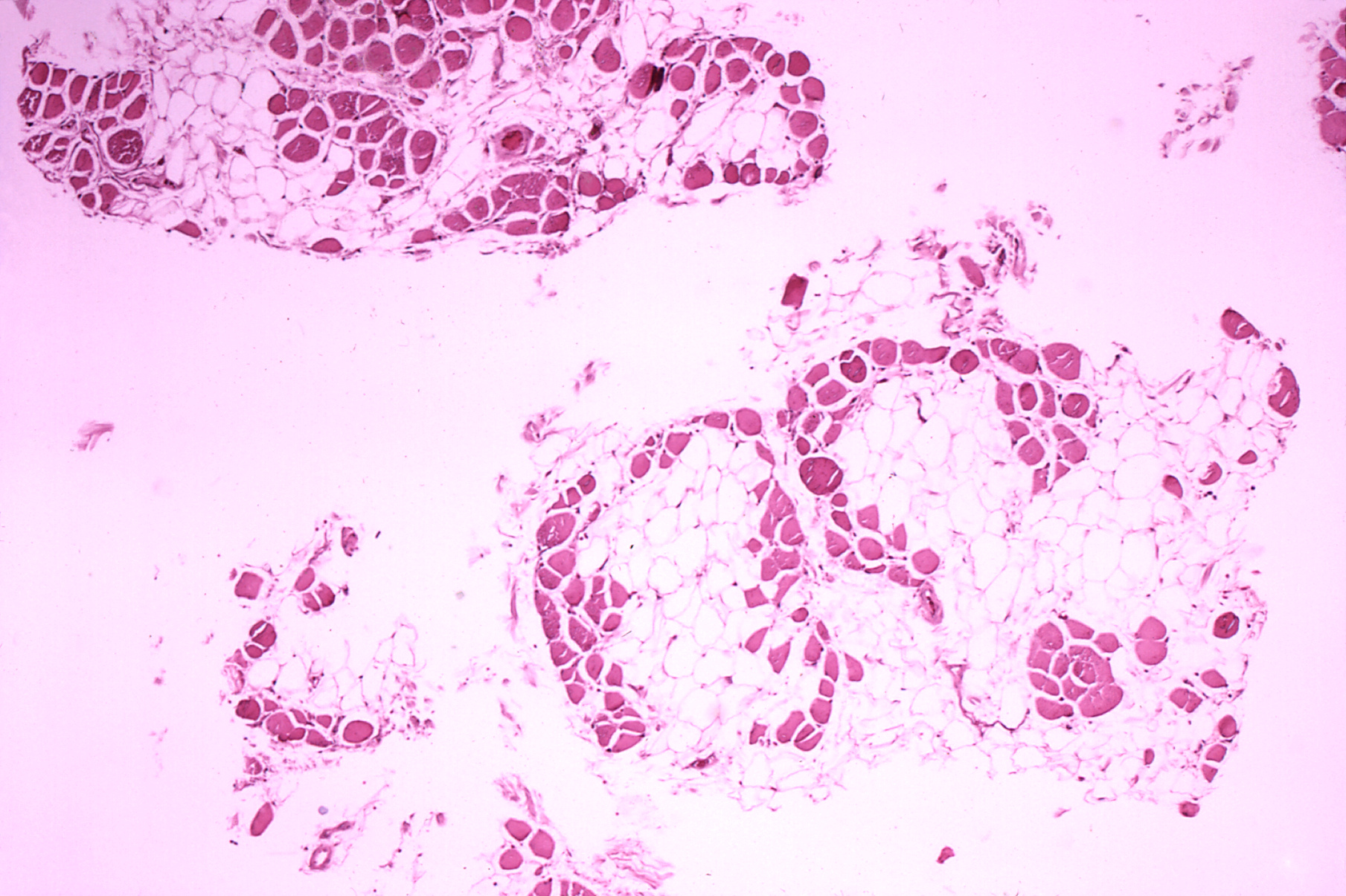
Histopathologisches Bild eines Querschnitts aus dem Wadenmuskel (Musculus gastrocnemius) eines Patienten, der an Muskeldystrophie Typ Duchenne starb. Das Bild zeigt einen ausgeprägten Umbau des Muskelgewebes mit Einlagerung von Fettgewebe

In der Myologie (Muskellehre) bezeichnet die Pseudohypertrophie eine Zunahme des Muskelvolumens durch Fettgewebseinlagerung oder bindegewebigen Umbau der Muskulatur. Die Größenzunahme des Muskels kommt also nicht durch eine Vergrößerung der Muskelzellen zustande, wie es bei der Hypertrophie der Fall ist.
Die Erstbeschreibung der „allgemeinen muskulären Pseudohypertrophie“ im 19. Jahrhundert geht auf Franz von Rinecker zurück.
Typisch ist die Pseudohypertrophie beispielsweise bei den Muskeldystrophien Typ Becker-Kiener und Typ Duchenne. Bei diesen Erkrankungen ist die Pseudohypertrophie besonders im Bereich der Waden ausgeprägt (so genannte Gnomenwaden). Auch bei der Myotilinopathie sowie einigen Gliedergürteldystrophien (z. B. LGMD2A, LGMD2C, LGMD2D und LGMD2F) ist eine Pseudohypertrophie typisch. Bei Erkrankungen mit neurogenen Veränderungen in der Muskulatur, das heißt bei Erkrankungen, bei denen die Innervation der Muskulatur gestört ist, kann es ebenfalls zu Pseudohypertrophie kommen. Ein klassisches Beispiel ist die spinale Muskelatrophie Kugelberg-Welander, bei der wie bei den oben genannten Muskeldystrophien vor allem die Waden betroffen sind. Auch im Herzmuskel kommen Pseudohypertrophien vor, zum Beispiel bei einigen Kardiomyopathien und nach Herzinfarkt.
Ob es sich um eine Pseudohypertrophie oder eine „echte “Hypertrophie handelt kann unter anderem mittels Computertomographie, Kernspintomographie, Ultraschall und besonders mittels mikroskopischer Untersuchung von Muskelgewebe nach Muskelbiopsie festgestellt werden.